# Маскуреј (Васлуј)
Маскуреј (рум. Măscurei) насеље је у Румунији у округу Васлуј у општини Погана. Oпштина се налази на надморској висини од 194 m.

## Становништво
Према подацима из 2002. године у насељу је живело 648 становника, од којих су сви румунске националности.